# 喬治·奧勒斯
乔治·爱德华·诺埃尔·奥勒斯爵士 OBE （Sir George Edward Noel Oehlers，1908年4月1日—1968年10月27日）是新加坡政治家、律师和公共行政人员。

## 早年生活和教育
乔治·奥勒斯的父母分別是喬治·雷·奧勒斯(George Rae Oehlers)及弗朗西絲·莫德·奧勒斯(Frances Maude Oehlers)。他曾就读于新加坡圣安德列中学及莱佛士学院。

## 职业生涯
1928年，奥勒斯在英國格雷學院取得律師資格，然後他作为一个大律師在伦敦待了三年。 他於1931年回到新加坡，并于1933 年成为市议员，一直任職到1941 年，其後他于1947年重返市议会。他在1955年4月1日被任命为新設立的新加坡立法議會议长，他最後于1963年9 月离开该职位，但于同年11月1日担任公用事业委员会主席。 从1963年到1964年間，他还是沙巴立法议会的议长，并帮助建立了议会體制。  从1965 年起，他担任新加坡工业仲裁庭及马来西亚工业法庭的主席，他一直擔任該职直到他在1965年6月去世。

## 個人生活
1940 年4月20日，奥勒斯与达芙妮·埃莉诺·派伊 (Daphne Eleanor Pye) 结婚，他们共有五个孩子。 派伊于1960年4月15日去世，奥勒斯于1965年7月与寡妇 Annie (Nan) Tessensohn née Flynn 再婚。
1968 年10月27日他在吉隆坡逝世，葬于新加坡比达达里公墓。  

## 荣誉
奥勒斯在1953年被授予大英帝国勋章（OBE），并于1958年取得下級勳位爵士勳銜。